# 新竹棒球場爭議

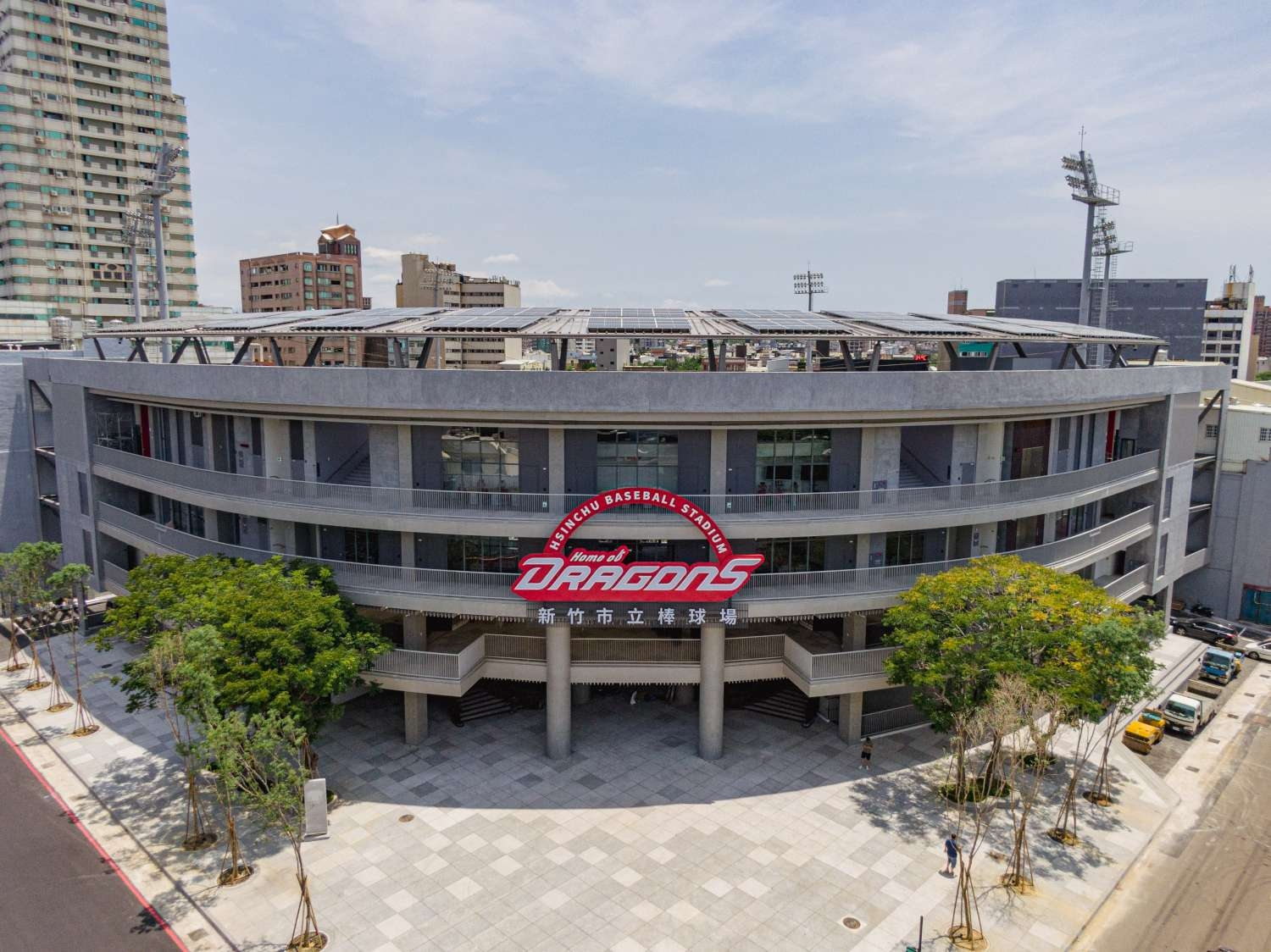
新竹市立棒球場

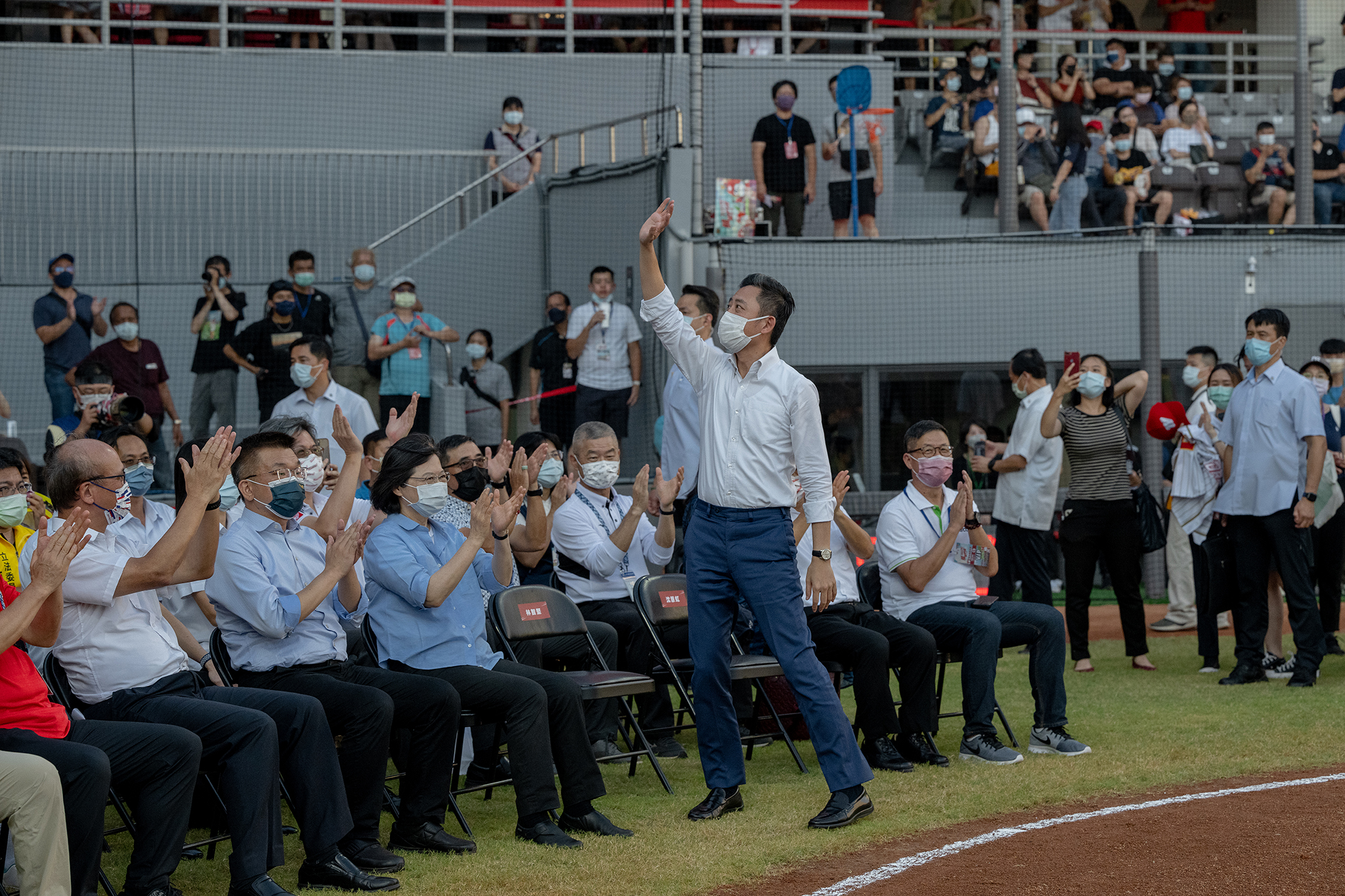
2022年7月22日味全龍新竹主場開幕戰，林智堅向觀眾揮手致意

新竹棒球場爭議、新竹棒球場事件均指臺灣新竹市立棒球場改建後，在2022年7月底啟用，因被發現品質不佳、行政程序不符，引起的批評與社會爭論。
改建期間任職新竹市市長的林智堅將球場視為其政績，之後他在2022年7月初辭職並參加桃園市市長選舉，而時任中華職棒會長的立法院副院長蔡其昌亦參加臺中市市長選舉，使這起事件在臺灣成為2022年地方選舉的熱門議題。

## 球場改建
新竹市市長林智堅任內改建了這座球場，運用經費來源中，包含中央政府前瞻基礎建設計畫的新台幣8.76億元補助。這是他任內的重要政績。

## 首場賽事
2022年7月22日，新竹市立棒球場舉行改建重啟後的首場賽事。這是中華職棒2022年下半季第一場賽事，由味全龍（主場）對上富邦悍將。中華民國總統蔡英文、中華職棒聯盟會長蔡其昌及前新竹市長林智堅都出席觀看開幕戰。
在7月22日、23日兩天舉辦的賽事中，至少三名球員受傷。
- 味全龍野手張祐銘跑壘滑倒。[10]
- 味全龍三壘手劉基鴻處理不規則彈跳傷到手指。[10]
- 富邦悍將外野手林哲瑄在4局下半撲接一個飛球時，左肩撞擊地面挫傷。[11]7月25日林哲瑄經MRI初步檢查為左肩關節唇破裂，初步研判將休息約3個月。26日富邦悍將球團表示，27日前往輔大醫院進行第二次檢查。28日球團決定讓林哲瑄接受手術，估計休息8個月。[12]29日林哲瑄表示擔憂提早結束職業棒球生涯。[13]
- 7月23日，隸屬味全龍隊伍的球員林智勝回休息區時，因樓梯設計不佳，下樓梯時不慎踩到邊角導致滑倒，當下他抱著腳表示痛苦，最後自行站起，走回休息室接受治療。

不少當天在場的球員與觀賽者發現，新竹棒球場內的設備狀況不良，觀賽者對這樣的觀賞體驗感到不滿。

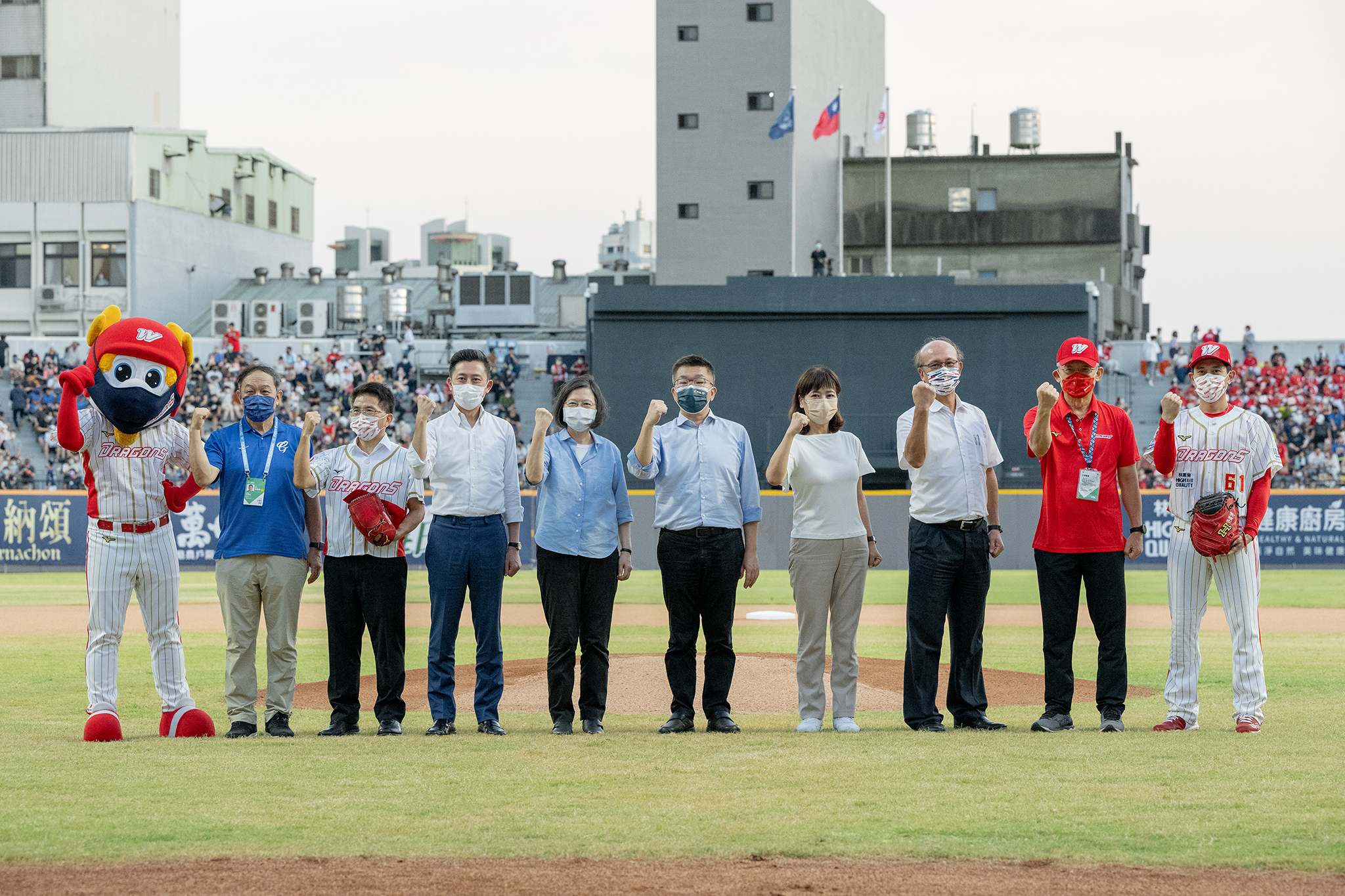
開幕合影，右五起蔡其昌、蔡英文、林智堅
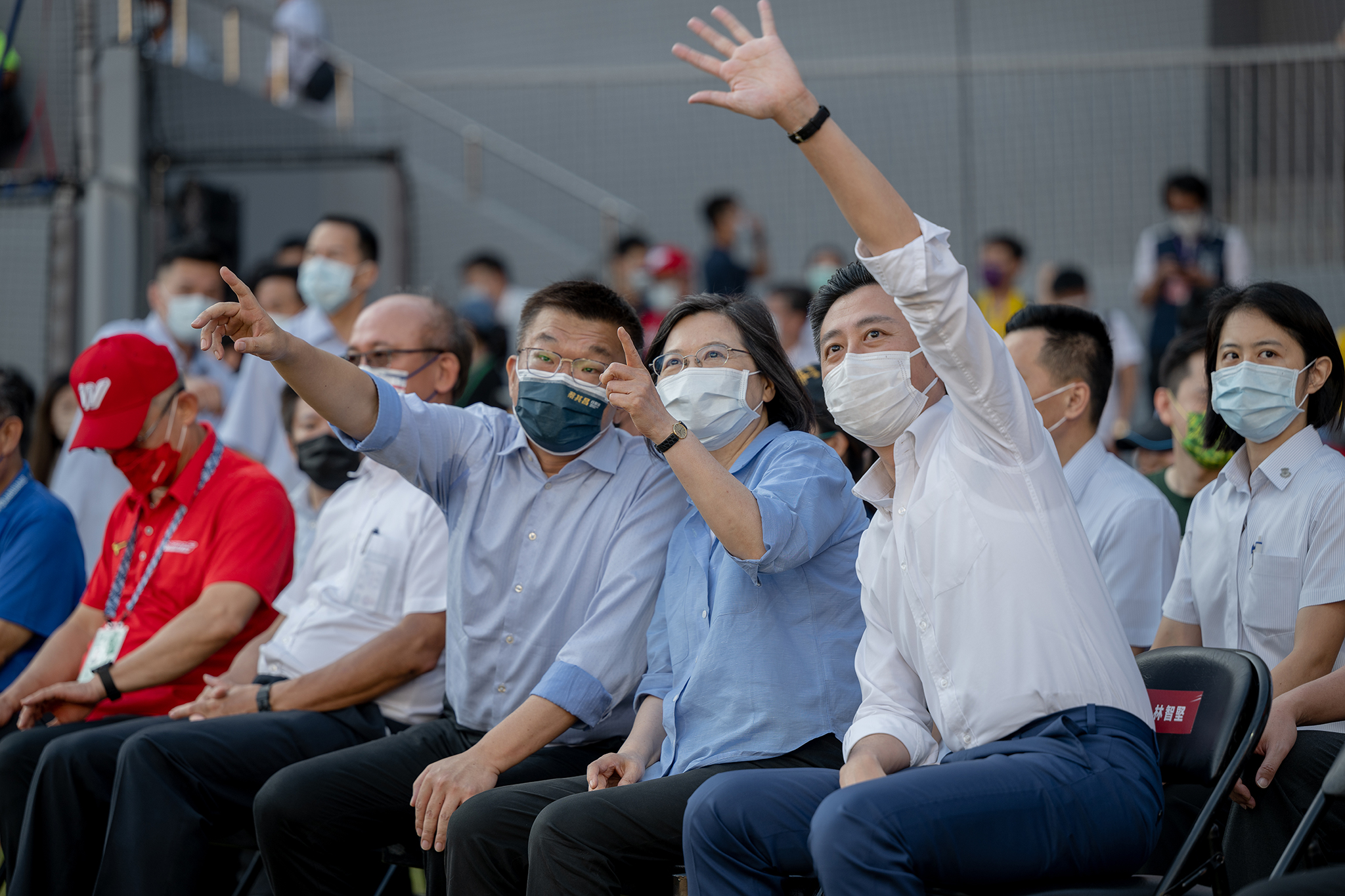
林智堅（前排右一）、蔡英文（右二）、蔡其昌（右三）觀賽
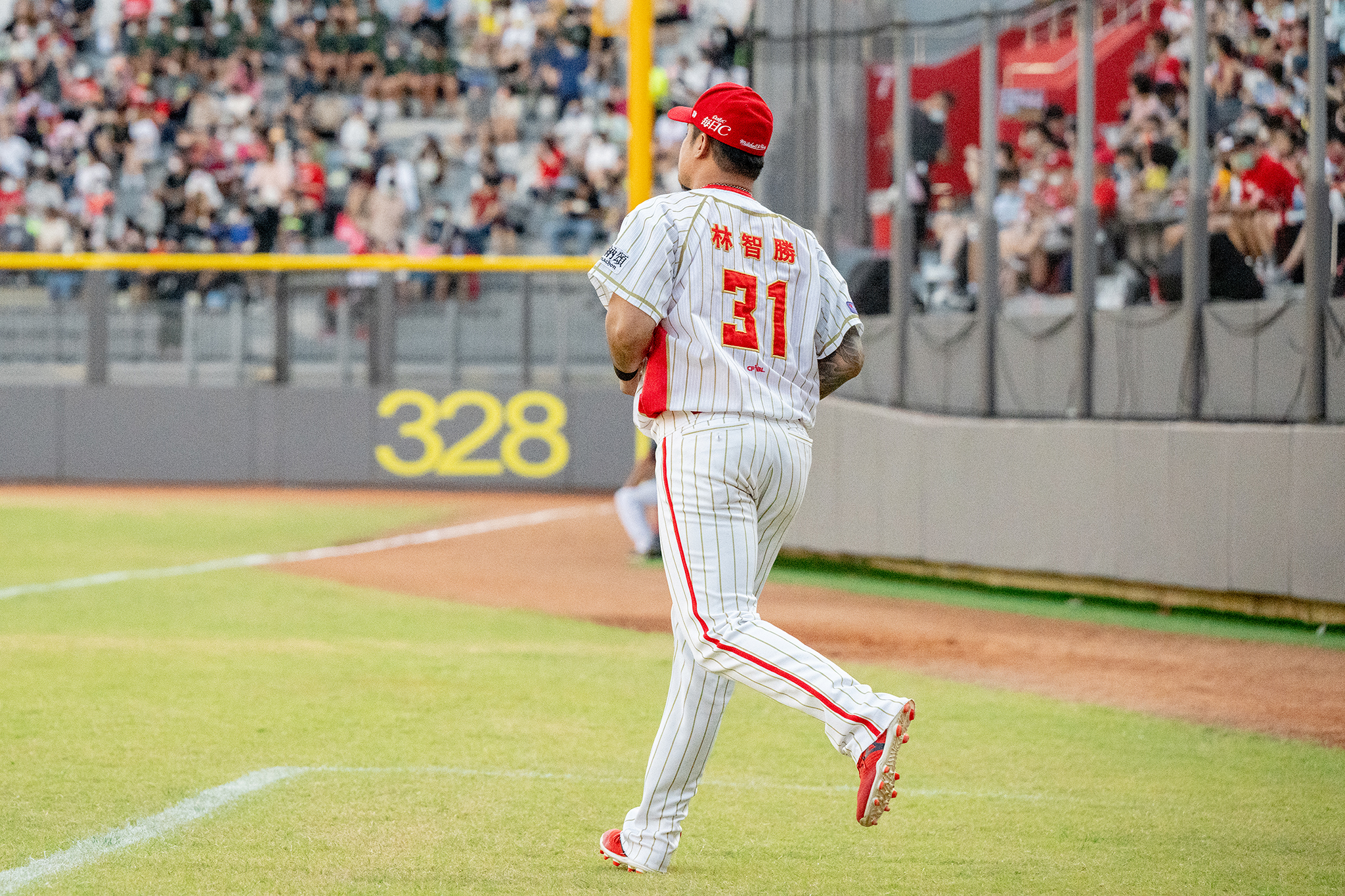
賽事中的林智勝

## 球場問題

### 設施問題
7月20日（即開幕前兩天），中華職棒球員工會就已經提交「新竹市立棒球場工會會員使用回饋心得」針對球場內提出27項改善建議，其中內野、外野草皮、投手丘、界外區、燈光與打擊區，這些球員要比賽奔跑的地方皆有許多須改善的缺失。針對外野草皮區域，中職球員工會指出，包括外野草皮不夠平整、碎石粒過多、相較於其他球場感覺過硬，容易使球員撲接時造成運動傷害；而內野區則點出，紅土較鬆軟不夠紮實、顆粒過大、紅土草皮交界處不平整，恐導致不規則彈跳球發生的可能性。不過新竹市府並未加以改善就開幕，致使建議當中的危機在球場上一一應驗。中職球員工會7月21日開打前曾提出27項缺失的「測試賽球員反饋建議」，但球場還是如期開幕。中職會長蔡其昌事後補充，指內容與7月17日聯盟提交予市府的改善方向相近。
7月22日，觀賽者發現新竹棒球場內的設備狀況不良，例如樓梯大面積生鏽、角落電線外露、防滑反光條裝反，觀眾座位席設計不佳、看台區地面油漆膨脹破裂、沒有使用隱形護網、草皮有碎石、紅土材質不良、動線不佳、沒有考慮攝影機位置、燈光有問題、選手休息區有排水溝、外野看台區面漆剝落、女廁的門鎖裝反等問題。

### 程序問題
新竹市府承認球場未完成驗收就賣票、開打，不過已經取得使用執照。7月28日行政院發言人羅秉成表示公共工程取得使用執照後先行使用，不是沒有前例。
《聯合報》引述不具名專家說法，指出球場從招標到開幕歷時六年，有五項程序問題：七次流標、得標廠商資格疑慮、工程經費三級跳、工期延長、沒驗收就開賽。時代力量籍新竹市議員林彥甫要求提供預算詳細內容，卻只得到一紙回應，認為竹市府過於敷衍。
2018年2月26日「新竹市棒球場新建統包工程」首度公告招標後，前後共七次流標，2019年1月10日才由巨佳營造得標。巨佳營造（原名順福營造）曾經違反政府採購法圍標、在學校新建工程案偷工減料及買通監工、違反勞動法令。負責設計、監造的得標廠商艾奕康工程顧問公司是著名建築設計外商，但在臺灣以水利工程為最大宗，自2012年起參與標案極少觸及體育領域，766件決標公告中，唯兩件體育相關。新竹棒球場案是艾奕康十年來唯一得標的體育標案。
另外工程從規畫、招標、決標到施工，經費規模數次提升。2016年艾奕康得標標案建造費用3.5億元，2018年棒球場工程招標後，提升到8.2億餘元，其中6億多由教育部體育署補助，地方實際只需承擔2.1億餘元。2022年1月追加2.5億元，7月21日追加1,722萬餘元。至7月22日為止，工程部分費用計11.126億元，相較原3.5億元，膨脹逾三倍。
工期也不斷延長，2019年1月10日決標時，預估履約日期是2021年12月31日；巨佳營造申報開工日起算，最晚應於2022年6月完工；新竹市府委託開幕活動設定6月18日，最後延到7月22日，啟用時程比決標預估晚了逾半年。但是7月22日開賽時，相關工程驗收尚未完成。

## 問題處理
7月21日中華職棒大聯盟會長蔡其昌表示對球員深感內疚，會建立好審核制度。24日，蔡其昌與新竹市政府、兩球團討論後，決議讓新竹球場進行較完善的修正調整，新竹味全龍主場賽事以延賽辦理。而8月的新竹主場賽事則依照市府、味全球團的溝通結論，更換比賽場地，改在雲林縣的斗六棒球場舉辦。
新竹市政府規劃優先改善排水溝、女廁門板、草皮碎石、投手丘紅土區、打擊視覺區、內野座位視野、場外民宅牆壁等部分，並在改善過程中邀集專家、球員給予意見。
臺灣新竹地方檢察署表示會「主動介入、積極調查、全方面偵辦」。

### 高虹安市府任內
2023年1月5日，新任新竹市市長高虹安與副市長蔡麗清召開記者會，會中指出市府與場務人員會勘球場時，於外野土壤隨機取樣，在淺層發現紅磚、石塊與廢棄電線，共發現152項缺失，無法舉辦世界棒球經典賽熱身賽。
新竹市議員劉康彥指控，2023年3月時市政府已做出土壤內無大量廢棄物之報告，但一直未被高虹安公布；而高虹安稱要進行開挖也遲無下文。他也指控，市長室秘書田政弘與廠商私通，涉嫌圖利。

## 各方意見

### 對改建品質的批評
新竹市政府挨批整修品質嚴重不良而導致比賽球員因爲場地原因受傷。
关于中华职棒球员工会，在首次赛后指出該會于赛前早已提出多项问题建议，有網友稱「賽前球員都說滿意、出事再來說球場爛」。

### 對程序問題的批評
7月25日時代力量立法院黨團總召集人邱顯智表示，新竹棒球場尚未驗收就先行使用，是收割政績且急著使用的陋習，建議檢調介入調查、公共工程委員會公開書面回應。
7月25日中國國民黨文化傳播委員會舉辦「小智的新竹經驗，桃園承受不起：新竹球場問題幕後大公開」記者會，質疑新竹棒球場標案金額膨脹過程，建議林智堅市府說清楚、相關單位深入調查。
《聯合報》在8月中引述行政院不具名官員說，林智堅市府是主辦機關，應該對球場規劃瑕疵負起責任。

### 對林智堅的批評
7月24日林智堅在臉書發文，表示責任由自己一肩扛起。
7月26日林智堅發文致歉，願負擔林哲瑄手術及復健等醫療費用。對此，國民黨立委鄭正鈐發文批評球員運動生涯不是錢就可以解決的。
部分網友批評林智堅2013年擔任市議員時，曾指出竹市簡易球場缺失多怎麼還能通過驗收，認真監督的的態度與本次迥然不同。

## 影響
2022年7月，民主進步黨籍立法委員高嘉瑜表示，林智堅個人的論文抄襲嫌疑和新竹棒球場問題，會影響民進黨2022年選舉在臺灣北部的選情，可能造成北、北、基、桃、竹五市民進黨選情「一屍五命」；並認為，黨內會有聲音建議撤換林智堅、改由他人參選。一些民進黨支持者反對高嘉瑜的說法，有人還建議她應該退黨。
2023年3月16日，時代力量發言人余佳蒨說，民進黨前桃園市議員王浩宇在擔任議員期間，已經多次於網路造謠帶風向；近期為了護航新竹市立棒球場掩埋廢棄物，王浩宇不惜造謠「挖到廢棄物很正常」，慘遭打臉。余佳蒨強調，時代力量呼籲朝野各黨，自我約束黨公職人員，而非「自己造謠可以，別人造謠不行」。